# نوش‌آذر
نوش آذر (آذرنوش) نام یکی از پسران اسفندیار است که در نبرد رستم و اسفندیار به دست زواره کشته شد.

## نوش‌آذردرشاهنامه فردوسی
در شاهنامه فردوسی از چهار پسر اسفندیار به نام های بهمن، مهرنوش، طوش و آذرنوش نام برده می‌شود:
| بدان روزگار اندر اسفندیار |  | به دشت اندرون بد ز بهر شکار |
| ازان دشت آواز کردش کسی    |  | که جاماسپ را کرد خسرو گسی   |
| چو آن بانگ بشنید آمد شگفت |  | بپیچید و خندیدن اندر گرفت   |
| پسر بود او را گزیده چهار  |  | همه رزم‌جوی و همه نیزه‌دار    |
| یکی نام بهمن دوم مهرنوش   |  | سیم نام او بُد دل افروز طوش  |
| چهارم بُدش نام نوش‌آذرا     |  | نهادی کجا گنبد آذرا         |

| چو نوش آذرو بهمن و مهرنوش |  | برفتند یکسر پر از جنگ و جوش |

در  داستان رستم و اسفندیار  کشته شدن نوش آذر چنین آمده است، که بعد از کشته شدن الوا به دست نوش آذر، زواره به انتقام‌جویی از آن به جنگ نوش آذر می شتابد:
| چو از دور نوش‌آذر او را بدید |  | بزد دست و تیغ از میان برکشید |
| یکی تیغ زد بر سر و گردنش    |  | بدو نیمه شد پیل‌پیکر تنش      |
| زواره برانگیخت اسپ نبرد     |  | به تندی به نوش‌آذر آواز کرد   |
| که او را فگندی کنون پای دار |  | چو الوا ی را من نخوانم سوار  |
| زواره یکی نیزه زد بر برش    |  | به خاک اندر آمد همانگه سرش   |
| چو نوش‌آذر نامور کشته شد     |  | سپه را همه روز برگشته شد     |